# Baszowo
Baszowo (ros. Башово) – wieś (ros. деревня, trb. dieriewnia) w zachodniej Rosji, centrum administracyjne wołostu Samołukowskaja (osiedle wiejskie) rejonu łokniańskiego w obwodzie pskowskim.

## Geografia
Miejscowość położona jest w dorzeczu rzeki Puzna, przy drodze regionalnej A-122, 20 km od centrum administracyjnego rejonu (Łoknia), 172 km od stolicy obwodu (Psków).
W granicach miejscowości znajdują się ulice: Miedowaja, Niekrasowa, Puszkina, zaułek Sadowyj, zaułek Sołniecznyj, Szkolnaja, Szossiejnaja.

## Demografia
W 2010 r. miejscowość zamieszkiwało 201 osób.